# Farkaskvint
A farkaskvint a történelmi hangolásokban keletkezett nagyon hamisan szóló, ezért csak különös hatások elérésére alkalmas kvint.

## A püthagoraszi hangolásban
A püthagoraszi hangolásban a skálát egymást követő tiszta kvintekkel mérik ki. Tizenkét lépés után el kellene érni az alaphangot, de 12 kvint nem tesz ki pontosan 7 oktávot; az így kapott hang a püthagoraszi kommával magasabb. A kvintkör bezárásához ezért fel kell áldozni az egyik kvint tisztaságát: ez a püthagoraszi kommával kisebb lesz a többinél. Ez a kvint jól hallhatóan ellentmond a jó hangzásról alkotott klasszikus elképzeléseknek. Akkoriban úgy mondták: „Ez a kvint úgy üvölt, mint a farkas!”
Az így keletkezett farkaskvint frekvenciaaránya
{\displaystyle \left({\frac {1}{2}}\right)^{7}:\left({\frac {2}{3}}\right)^{11}={\frac {3^{11}}{2^{18}}}={\frac {177147}{262144}}\approx {\frac {2}{2{,}9596}}\approx 678{,}50\;\mathrm {Cent} }.

## A középhangú temperálásban
A farkaskvint a középhangú temperálásban is megjelenik. Itt a kvintkör 11 kvintje egy kicsit kisebb a tiszta kvintnél, így közülük 4 együtt tisztán vagy majdnem tisztán kiad egy nagy tercet. Ezzel a kvintkör 12. kvintje is meg van határozva. Ez a csak különleges hatások elérésére alkalmas kvint a farkaskvint, ami megfelel egy szűkített szextnek (rendszerint Gisz-Esz). 
A középhangú kvintek frekvenciaaránya
{\displaystyle {\frac {\frac {2}{3}}{\sqrt[{4}]{\frac {80}{81}}}}={\frac {1}{\sqrt[{4}]{5}}}}
A farkaskvint frekvenciaaránya a negyedkommás középhangú temperálásban:
{\displaystyle \left({\frac {1}{2}}\right)^{7}:\left({\frac {\frac {2}{3}}{\sqrt[{4}]{\frac {80}{81}}}}\right)^{11}\approx {\frac {2}{3{,}0625}}\approx 737{,}64\;\mathrm {Cent} }.

## A tiszta kvint
Összehasonlításként a tiszta kvint frekvenciaaránya 
{\displaystyle {\frac {2}{3}}\approx 701{,}96\;\mathrm {Cent} }.
A kiegyenlített hangolás kvintjei csak kevéssel térnek el ettől:
{\displaystyle {\sqrt[{12}]{2^{7}}}={\sqrt[{12}]{128}}=700\;\mathrm {Cent} }.